# Eddie Izzard
Suzy Eddie Izzard (Adén, Yemen; 7 de febrero de 1962) es una comediante y actriz de teatro y cine del Reino Unido.

## Trayectoria
Dentro de sus elementos cómicos sobresalen las digresiones, monólogos fantásticos, temas históricos y bíblicos, la cultura británica, así como la pantomima y elementos autobiográficos como su identidad fuera de los parámetros normados del género, identificándose como género fluido. Chris Roberts, Heavy Words Lightly Thrown: The Reason Behind Rhyme, Thorndike Press, 2006 (ISBN 0-7862-8517-6). Presenta afinidades con el grupo de los Monty Python, al que admira. John Cleese se refirió a su persona en una ocasión como  "Python perdido". 
Editó recopilaciones de sus presentaciones de stand-up Unrepeatable, Definite Article, Glorious, Dress to Kill, Circle, Sexie y Stripped. Ha tenido papeles protagonistas en la serie de televisión The Riches como Wayne Malloy y ha actuado en largometrajes como Ocean's Twelve, Ocean's Thirteen, Mystery Men, The Cat's Meow, Across the Universe y Doctor Jekyll También interpretó al icónico doctor Abel Gideon en la serie de televisión de la NBC Hannibal.
En el campo deportivo, sobresale por haber corrido en 2009 cuarenta y tres maratones en cincuenta y un días para Sport Relief, sin experiencia previa como atleta.